# 맥머리 반응

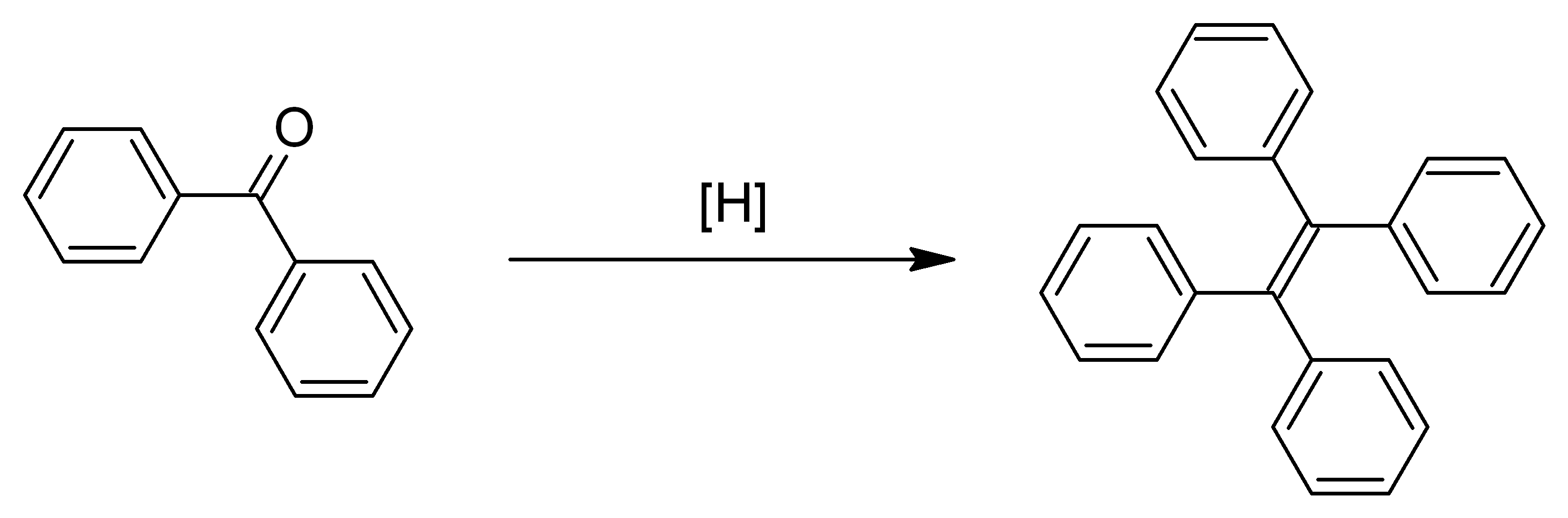
벤조페논의 맥머리 반응

맥머리 반응(McMurry Coupling/Reaction)은 두 개의 케톤 또는 알데히드 그룹이 알켄과 결합하는 유기 반응이며, 염화 타이타늄
타이타늄(III)과 환원제 등을 사용한다. 이 반응의 이름은 공동 발견자인 존 E. 맥머리의 이름에서 따왔다. 맥머리 반응은 원래 TiCl3과 LiAlH4의 혼합물을 사용하는 것을 포함한다. 관련종들은 TiCl3 또는 TiCl4 의 결합을 포함하여 개발하며, 이 물질들은 포타슘, 아연, 마그네슘의 물질을 환원시킨다. 이 반응은 카보닐 화합물의 환원 반응으로 이어지는 피나콜 결합 반응과 관련이 있다.